# 天皇大権
天皇大権（てんのうたいけん）とは、大日本帝国憲法下において国法上天皇に属するとされた権能を指す。原則として憲法に根拠を有するとされたが、憲法上の大権（国務上の大権）のほかに皇室法上の大権と慣習法上の大権があった。

## 内容

### 国務上の大権
国務上の大権とは広義には一切の統治権を意味する。憲法上、立法権は議会の協賛、行政権は国務大臣の輔弼を要するとされ、司法権は天皇の名により行うこととされていた
また、国務上の大権は狭義には議会の議決や他の機関への委任をすることなく行使することができる国務に関する権能（憲法第6条から第16条までに定められた権能）をいった。国務上の大権は原則として国務大臣の輔弼を受けることとされていたが、その性格をめぐり憲法学説には対立があった（天皇機関説の項目参照）。

#### 大権事項
憲法第6条から第16条までに定められた大権に関する事項を大権事項といった。
- 立法に関する大権
  - 立法大権（法律の裁可・公布、法案への拒否権 - 第6条）
  - 緊急勅令・独立命令・執行命令（第8条・第9条）
- 議会の組織及び開閉に関する大権（第7条） - 召集権、開会・閉会・停会命令権、解散権
- 官制及び任官大権（第10条）
- 軍編成の大権（第12条）
- 外交大権（第13条）
- 戒厳宣告の大権（第14条）
- 陸海軍統帥の大権（統帥権 - 第11条）
- 栄典授与の大権（栄典大権 - 第15条）
- 非常大権 (第31条)

なお、統帥権の輔弼は国務大臣の輔弼の管轄外とされた。（但し軍編成の大権は別とされた。）また、栄典大権も法令及び従来の慣習によるもので一般の国務上の大権とは異なるとされた。非常大権については、緊急勅令や戒厳大権に含まれるとする説や独立した別個の大権であるとした説があり、実際に行使された例はない。

#### 統帥権
統帥権の輔弼は国務大臣の輔弼の管轄外とされ、陸軍は参謀総長、海軍は軍令部総長の輔弼を受けることとされた。内閣官制第7条により統帥に関する事項は内閣総理大臣を経ずにこれらの軍令機関が直接上奏し、国務に関連するものについては内閣に下付されるものを除いて陸・海軍大臣が内閣総理大臣に報告することとされた（帷幄上奏）。

#### 予算
帝国憲法の第67条は、憲法上の大権に基づく支出に関して、帝国議会の予算審議権を一部制限していた。

### 皇室法上の大権
皇室法上の大権（皇室大権）とは天皇の皇室の家長としての地位に基づくもので、憲法ではなく皇室典範及び皇室令で規定されていた。皇室大権は宮内大臣の輔弼に属するもので（内閣の管轄外）、議会も関与しえない事項とされていた。なお、従来の制として内大臣が常侍輔弼の任に当たることとされた。

### 慣習法上の大権
国家神道に関する大権を祭祀大権といい、美濃部達吉は慣習法にその根拠を有するとして慣習法上の大権に分類した。祭祀大権は皇室大権に分類されることもある。

## 日本国憲法との関連
1945年8月14日のポツダム宣言受諾直後、昭和天皇の勅命により、内大臣府にて憲法改正の研究が行われる。この中では、天皇大権に関する規定の変更も検討されていたが、天皇自身の見解では、天皇は依然として統治権を形式的に保有しつつ、その行使は万民の協賛を得て（民意を尊重して）行われることを明記し、その「協賛」の方法も、条文で明記して、制度として保障することを考えていた。具体的には、戦前は一時期のみ運用（憲政の常道）で取り入れられていた議院内閣制を正式に制度づけて恒久化することで、実質的には大権を有名無実化しつつ、「君民共治論」に基づく建前を維持することが想定された。内大臣府案の調査結果も、天皇の意向を汲んだ方向でまとめられる。
これに対し、幣原内閣が別に組織した憲法調査委員会（松本委員会）は、内大臣府が11月30日に廃止されて以降は、政府内の憲法議論をリードするも、内大臣府を主導した近衛文麿元首相への反感からか、内大臣府案を考慮することなく、国体護持はポツダム宣言で保障されたことを理由に、天皇大権に関わる条文は変更せずに、運用面で民意反映の度合いを強めることで乗り切る方向で、条文作成を進める。
しかし、1946年2月1日、毎日新聞のスクープによってGHQが松本委員会の憲法改正草案（松本試案）の条文を知るところになると、民政局（GS）が改憲作業へ介入。ダグラス・マッカーサーGHQ司令長官の覚書（マッカーサー・ノート）をもとに13日、GHQ草案が吉田茂外相に手交される。天皇の立場に関するマッカーサー草案の条文は以下の通り。
天皇条項の詳細については、2月21日に行われたマッカーサー総司令官と幣原喜重郎首相との会談でマッカーサーが説明した。曰く、マッカーサー自身は天皇を引き続き日本の元首（Head of the State）とすることに賛成であるが、ここでいう「元首」は、帝国憲法における元首と同じものではないと解する。そして、「元首」表記のままであると帝国憲法と同様の広範な天皇大権を保持した存在であり続けると誤解を招くことを考えて、条文では「象徴」という表現を新たに用いたとされる。またマッカーサーは、ソ連やオーストラリアが天皇に対して強く反感を持っていることを引き合いに、「天皇のpersonを護る唯一の方法」だ、と説得される。また、この第一条の修正には応じられないとの考えが示された。
翌22日、松本烝治憲法担当大臣、吉田外相、コートニー・ホイットニー民政局長の会談が行われ、ホイットニー局長は前文についての議論の中で「新憲法が人民の発意による旨を中外に宣明するはこの際必要なり」とコメントしたことで、政治権力が（歴史的経緯により天皇が大権として形式上保有するのではなく）人民の力に依拠すること（主権在民）を想定していることが判明する。25日、松本大臣は閣議において会談の模様を報告するとともに、GHQの要求である主権在民を明記せずに（天皇大権の建前を射z秘したままで）GHQの希望に沿う文面をひねり出すことは可能であるとの考えを示す。内閣での討議を経て、3月2日付の案で一条は
と変更、「主権」の文字が削除される。それとともに、GHQ草案の最終段の「之を他の如何なる源泉よりも承けず」の部分も丸ごと削除した。
3月4日、チャールズ・ケーディス民政局長代理に提出した松本大臣は、「国民至高の総意に基づく」のであるから他のいずれの淵源に基づかないのは自明であるた、最終段は冗長であるから削った、と主張して乗り切る。一方、前文の国民主権を明示した部分は、丸々省略したものを提出したが、これは一旦は復活を余儀なくされる。しかしこの部分も、内閣の改正草案をつくる段階で、一条に倣い「至高の意思」の表現に差し替えられる。
3月5日、最終文面は閣議で了承され、同日中に天皇に奏上、天皇はこれを嘉納した。
その後、帝国議会での改憲案の審議が行われる。審議において、一部保守派議員から、草案は主権在民への転換と天皇大権の剥奪による国体の変革にあたるのでは、との疑義が述べられるが、GHQ由来の草案の修正による混乱を抑える方針のもと、吉田首相は「国体は変更されない」と断言して押し通そうとする。しかし、衆議院の審議の最中の7月2日、極東委員会より「主権が国民にあることを認めるべきである」との指示が出される。ケーディス局長代理の要求により新たに定められた「金森六原則」の中で、
とされ、天皇大権は明確に解体の対象となる。「主権在民」を明示する修正が行われ、吉田首相から昭和天皇に、GHQからの指示による修正が行われることが奏上された。
その後貴族院の審議では、天皇の国事行為の内、外交に関する項目を、外交儀礼にあわせて修正する案が提出される。
GHQも、一般の外交儀礼に適うことから応じたが、政府の反対で修正は行われなかった。
憲法は、議会の修正をほぼ経ずに、1946年11月3日、公布される。同憲法において、国民主権が明記されるとともに、天皇は内閣の助言と承認によって国事行為を行う他は国政における権能を有しないとされ、天皇大権は文面上は全廃された。秘密会で開催された帝国憲法改正案委員会の議事録が永らく非公開であるなどしたためGHQの介入も表沙汰にならず、言論界及び憲法学会では、文面上の規定を字義通りに解釈し、天皇は帝国憲法時代の天皇大権を全て喪失した存在である（象徴天皇制）と見なされた。
一方、実際の天皇のふるまいは、必ずしも政治と完全に切り離されたわけではなかった。まず、マッカーサー総司令官は天皇を、政治と没交渉の存在とはみなしておらず、憲法施行後も天皇と面会し、日本の安全保障などについて意見交換を行っている。また天皇も、戦後憲法の制約下での政治への関わりを模索し、西欧王室の事例を研究させた他、田島道治宮内庁長官ら内輪の側近相手には、政治に関する自身の考えを述べていたことが、後年明らかになっている。また、憲法に定められた国事行為の範囲外ではあるが、純然たる私的行為ともみなしがたい行為に着目、全国巡幸や式典での「おことば」などは、天皇の自発的な考えが反映されており、これらの行為は後に「公的行為」と整理されている。